# Гигантские буревестники
Гигантские буревестники (лат. Macronectes) — род морских птиц семейства буревестниковых отряда буревестникообразных.
Ареал — Южное полушарие, субантарктические и антарктические районы, а также южная часть умеренного пояса.
В роде два современных вида и один ископаемый:
- Северный гигантский буревестник (Macronectes halli) — Южная Георгия, Острова Чатем, Кергелен, Острова Крозе, Маккуори.
- Южный гигантский буревестник (Macronectes giganteus) — Антарктида, Фолкленды, Южная Георгия, Южные Шетландские острова, Южные Оркнейские острова, юг Патагонии.
- †Macronectes tinae — Новая Зеландия (остров Северный). Плиоцен, 3,36–3,06 млн лет назад[2].

Гигантские буревестники — самые крупные из буревестниковых. Размах крыльев достигает 2 м, длина тела — 90 см, а масса — 3—5 кг.

## Иллюстрации

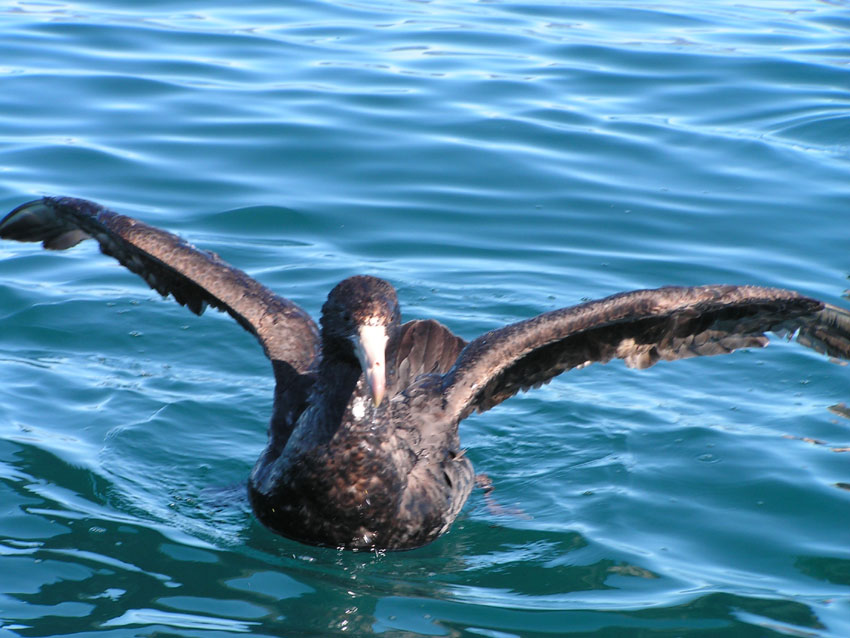
Северный гигантский буревестник
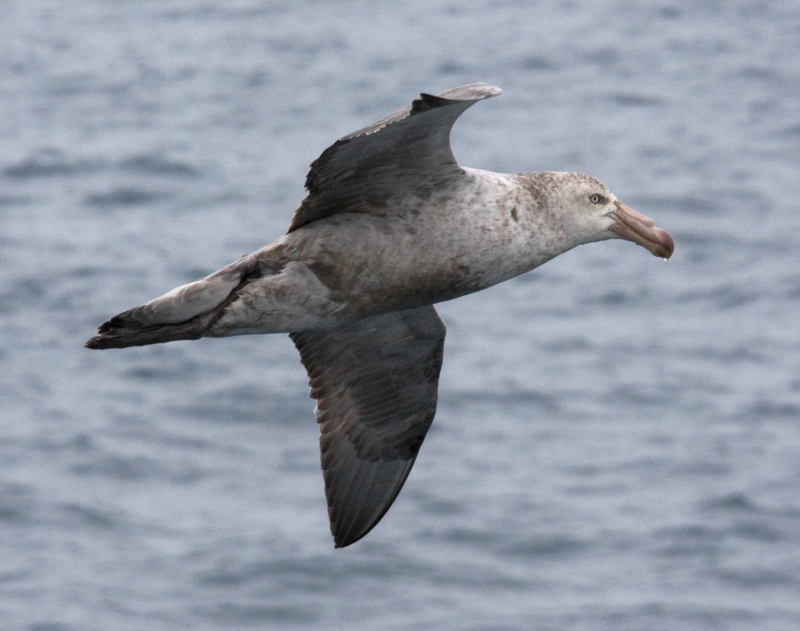
Северный гигантский буревестник
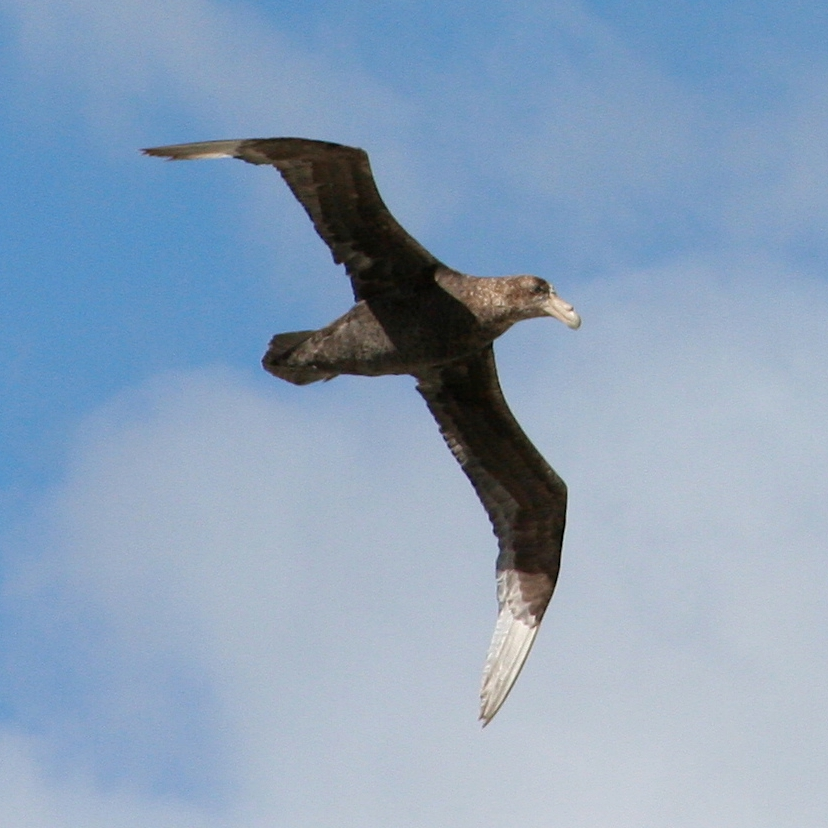
Южный гигантский буревестник
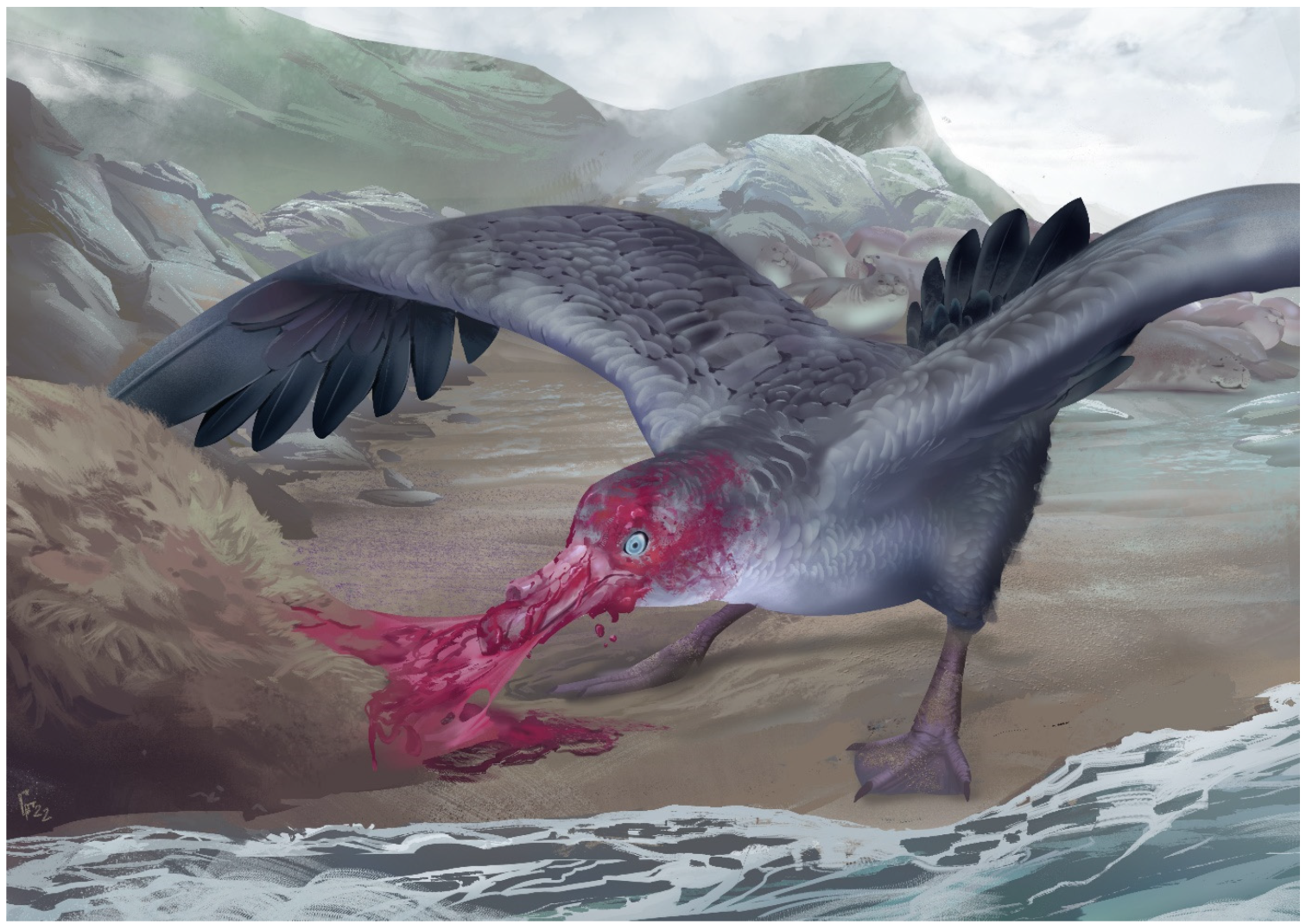
Macronectes tinae (реконструкция)